# 潍坊滨海中学
潍坊滨海中学是一所位于中华人民共和国山东省潍坊市滨海经济技术开发区的公办全日制高级中学。潍坊滨海中学的历史可追溯到1958年，曾名寿光第六中学、海化新城中学。校训是"搏志立人、博学立世"，倡导"诚、毅、融、创"的校风。
该校占地480亩，建筑面积10余万平方米，其中建筑包括包技创新实践基地、天象馆、科技园和图书馆等。目前有2200余名学生，教职工223人。该校曾获得中国全国信息技术创新与实践活动先进单位、山东省省级文明单位、山东省省级文明校园、山东省首批现代教育技术示范学校等荣誉。

## 外部連結
- 官方网站